# Véron
Véron – miejscowość i gmina we Francji, w regionie Burgundia-Franche-Comté, w departamencie Yonne.
Według danych na rok 1990 gminę zamieszkiwało 1520 osób, a gęstość zaludnienia wynosiła 96 osób/km² (wśród 2044 gmin Burgundii Véron plasuje się na 144. miejscu pod względem liczby ludności, natomiast pod względem powierzchni na miejscu 604.).